# Písně o lásce
Písně o lásce (v originále Les Chansons d'amour) je francouzský filmový muzikál z roku 2007, který režíroval Christophe Honoré podle vlastního scénáře. Film je rozdělený do třech kapitol a vypráví o životě mladého Pařížana, který se vyrovnává se ztrátou své partnerky. Exteriéry byly natáčeny ponejvíce v okolí Place de la Bastille a Velkých bulvárů u Porte Saint-Denis. Snímek měl světovou premiéru na Filmovém festivalu v Cannes 18. května 2007, kde se účastnil hlavní soutěže.

## Děj
- 1. kapitola Odchod. Ismaël pracuje v redakci novin jako grafik DTP a žije se svou přítelkyní Julií v 10. obvodu. Aby vylepšili svůj trochu monotónní vztah, vytvoří milostný trojúhelník s Ismaëlovou kolegyní z práce Alicí, což ale přináší i komplikace. Jednoho večera jdou na koncert do klubu, kde se Alice seznámí s Gwendalem. Julie se během koncertu udělá nevolno. Nastane u ní srdeční zástava a zemře. Má pohřeb na hřbitov Montparnasse.
- 2. kapitola Nepřítomnost. Ismaël nemůže sám vyklidit oblečení po Julii, takže to udělá její starší sestra Jeanne. Alice mu nabídne, že může přespat v bytě s ní a Gwendalem u Gwendalova mladšího bratra Erwanna. Erwann studuje v Paříži na lyceu. Když jde Ismaël večer do práce, Erwann ho pozoruje a čeká na něj před redakcí.
- 3. kapitola Návrat. Erwann s Ismaëlem stráví společně noc, kde je ráno překvapí Jeanne. Erwann odejde z bytu. Poté hledá Ismaëla v práci a potká zde Alici. Ta začíná tušit, že se mezi nimi něco děje a Erwann ji to potvrdí. Ismaël se opije a Alice ho odvede do bytu k Erwannovi.

## Obsazení
| Louis Garrel              | Ismaël Bénoliel   |
| Ludivine Sagnier          | Julie Pommeraye   |
| Clotilde Hesme            | Alice             |
| Grégoire Leprince-Ringuet | Erwann            |
| Chiara Mastroianniová     | Jeanne Pommeraye  |
| Jean-Marie Winling        | otec              |
| Brigitte Roüan            | matka             |
| Alice Butaud              | Jasmine Pommeraye |
| Yannick Renier            | Gwendal           |

## Ocenění
- Film byl vybrán do hlavní soutěže na Mezinárodním filmovém festivalu v Cannes.
- Získal cenu César za nejlepší filmovou hudbu a nominaci v kategorii nejlepší zvuk. Grégoire Leprince-Ringuet byl nominován v kategorii César za nejlepší mužský herecký objev a Clotilde Hesme v kategorii nejlepší ženský herecký objev.
- Na Mezinárodním gay & lesbickém filmovém festivalu v Turínu získal cenu poroty.
- Na filmovém festivalu romantických filmů v Cabourgu získal Christophe Honoré cenu za nejlepší režii.